# Sång till Skåne
"Sång till Skåne", även kallad "Vackra hembygd, du som vilar", är en sång som representerar Skåne. Texten är skriven omkring 1900 av Nils Hansson.
Originalet använder melodin "Gott erhalte Franz den Kaiser" av Joseph Haydn, utgiven 1916, Melodin användes tidigare som Österrikes nationalsång – och i dag som Tysklands.
Under dopet av den svenska prins Oscar (hertig av Skåne) den 27 maj 2016, framfördes sången officiellt i direktsändning på SVT.